# 桑切斯 (亞利桑那州)
桑切斯（英語：Sanchez）是位於美國亞利桑那州葛蘭姆縣的一個非建制地區。該地的面積和人口皆未知。

## 地理
桑切斯的座標為32°52′10″N 109°32′34″W / 32.86944°N 109.54278°W，而該地的平均海拔高度為933米（即3061英尺）。